# NGC 705
NGC 705 (другие обозначения — UGC 1345, MCG 6-5-30, ZWG 522.36, 6ZW 90, PGC 6958) — линзовидная галактика в созвездии Андромеда. Открыта Уильямом Гершелем в 1786 году. Описание Дрейера: «очень тусклый, очень маленький объект круглой формы, третий из четырёх», причём под другими тремя объектами подразумевались NGC 703, NGC 704 и NGC 708.
NGC 705 находится в скоплении Abell 0262. Она имеет немного искажённый диск, что, как предполагается, вызвано взаимодействием с галактикой NGC 708 — расстояние между галактиками составляет около 30 килопарсек.
Этот объект входит в число перечисленных в оригинальной редакции «Нового общего каталога».
Галактика NGC 705 входит в состав группы галактик NGC 669. Помимо NGC 705 в группу также входят ещё 34 галактик.